# 음력 5월 4일
음력 5월 4일은 음력 5월의 4번째 날이다.

## 문화
- 2002년 - 대한민국이 2002년 FIFA 월드컵 D조 3차전에서 후반 25분에 터진 박지성의 결승골로 포르투갈을 1:0으로 이기며 D조 1위를 차지해 월드컵 출전 48년 만에 처음으로 16강에 진출하였다. 한편, 미국은 폴란드에 1:3으로 패배했지만, 대한민국이 포르투갈을 1:0으로 이긴 덕에 D조 2위로 16강에 진출하였다.

## 탄생
- 1962년 - 대한민국의 배우 변영훈.
- 1970년 - 대한민국의 배우 차승원.
- 1974년 - 대한민국의 희극인 김영철.

## 사망
- 1659년 - 조선의 제17대 국왕 효종.
- 1979년 - 대한민국의 산악인 고상돈.

## 같이 보기
- 음력 360일: 1월 2월 3월 4월 5월 6월 7월 8월 9월 10월 11월 12월
- 전날:5월 3일 다음날:5월 5일 - 전달:4월 4일 다음달:6월 4일
- 양력:5월 4일
- 음력, 윤달